# Джордж Фернандес
Джордж Метю Фернандес (англ. George Mathew Fernandes; 3 червня 1930, Мангалур — 29 січня 2019, Нью-Делі) — індійський політичний і державний діяч. Профспілковий активіст, лідер соціалістичної опозиції в 1960-1970-х роках. Учасник протестного руху проти уряду Індіри Ганді, заарештовувався за звинуваченням у підготовці терактів. У 1977—1979 роках — міністр інформації Індії, потім міністр промисловості, у 1989—1990 рр. — міністр шляхів сполучення. У 1998—2004 рр.— міністр оборони Індії. Неодноразово обирався до нижньої палати індійського парламенту, з 2009 р. — член верхньої палати.

## Бунт семінариста
Джордж Фернандес народився в сім'ї службовця фінансової компанії, що належить до громади мангалурських католиків. Старший з шістьох дітей. Батько і мати Фернандес вирізнялися щирою вірністю Британії, старший син був названий Джорджем на честь короля Георга V.
Закінчив єзуїтський коледж, в 1946 році Джордж Фернандес переїхав до Бангалору вчитися в католицькій семінарії. Однак він був обурений лицемірством семінарських порядків. Залишаючись вірним католиком, Джордж став противником церковної ієрархії і відмовився ставати священником.
У 19 років Фернандес пішов з семінарії і перебрався в Бомбей. Працював на автозаводі, потім в обслузі готелів та ресторанів. Сильно бідував, змушений був ночувати на вулицях.

## Профспілковий ватажок

### «Бомбейське повстання»
В Бомбеї Джордж Фернандес зійшовся з соціалістичними активістами. Його старшим товаришем і головним ідейним авторитетом став видатний діяч індійського соціалістичного руху Рамманохар Лохія. Фернандес виявився ефективним профспілковим організатором, проявив ораторський дар, оперативні спроможності і виражену харизму.
У 1950-1960-х роках Джордж Фернандес був організатором великих страйків і масових заворушень. За профспілкову діяльність неодноразово заарештовувався поліцією, піддавався нападам бойовиків, найнятих роботодавцями. Популярність у масах і організаційна структура дозволяли Фернандесу вести профспілкову роботу в наступальному стилі (профспілковий напір на господарів, що здійснювався під його керівництвом, іноді порівнювався з рекетом.).
У 1967 році Фернандес був обраний до парламенту від Об'єднаної соціалістичної партії, перемігши Садашіва Патіла, найближчого соратника Індіри Ганді, впливового функціонера керівного ІНК, мера і «некоронованого короля» Бомбея. Ця ситуація набула широкого резонансу, зробивши Джорджа Фернандеса політиком національного масштабу.
У 1969 році Фернандес був обраний лідером ОСП. На виборах 1971 року об'єднані соціалісти Нараяна виступали в широкій антиконгресистській коаліції, куди входили не тільки ліві і центристи, але й такі праві партії, як Сватантра і Бхаратія джан сангх. У 1973 році Фернандес обійняв посаду голови Соціалістичної партії.

### «Великий страйк»
Найбільшою протестною акцією став очолений Фернандесом залізничний страйк 8-27 травня 1974 року. Залізничне сполучення було перервано по всій країні. Відмінною рисою страйку стала її політична загостреність, спрямованість проти уряду. 

Великий залізнична страйк, організований Джорджем Фернандесом, глибоко вразив керівну партію. В цей час Індіра Ганді наказала провести ядерний вибух у пустелі Раджахстану. Деякі політологи донині вважають, що це був крок відчаю перед лицем страйку. (Іронія історії в тому, що перше ядерне випробування було викликане страйком Джорджа, а друге здійснене ним же самим на посаді міністра оборони в уряді Ваджпаї.)

Влада відповіла масовими арештами (до 30 тисяч осіб). Ця акція стала одним із приводів для введення урядом Індіри Ганді режиму надзвичайного стану.

## Збройне підпілля
25 червня 1975 року Індіра Ганді оголосила про введення НС. Було призупинено дію конституційних гарантій, заборонені опозиційні організації, заарештовані їх лідери. Джордж Фернандес встиг сховатися в підпіллі. Поліція заарештувала і піддала тортурам Лоуренса Фернандеса, домагаючись інформації про місце перебування брата. Майкл Фернандес, теж профспілковий діяч, був поміщений до в'язниці.
Влітку 1975 року Джордж Фернандес нелегально прибув до Вадодара, де провів таємну нараду з керівниками місцевого підпілля. Було прийнято рішення про проведення терористичних актів, у тому числі про вибух у Варанасі, де очікувалася Індіра Ганді. Планувався також напад на армійський поїзд з метою захоплення зброї. За деякими даними, Фернандес намагався встановити зв'язки з ЦРУ для спільних дій проти керівного режиму — попри ворожість індійського соціаліста до іноземного, особливо американського капіталу.
Однак реалізувати ці плани не вдалося — 10 червня 1976 року Фернандес був заарештований в Калькутті. Його фотографія обійшла світову пресу, перетворившись на символ «Індії в ланцюгах» і «чорних днів країни».
Уряд запланував гучний політичний процес — «Справа про вадодарський динаміт» — до якого передбачалося залучити понад 20 опозиціонерів. Пішли міжнародні протести, зокрема, від Гельмута Шмідта і Бруно Крайського. Але влада не встигли провести суд.

## Соціаліст у правому уряді
Дію надзвичайного стану було припинено 18 січня 1977 року. На березень призначалися парламентські вибори (керівництво керівного ІНК було впевнене в успіху). Опозиційні сили самої різної спрямованості, зокрема Соцпартія Фернандеса, об'єдналися в коаліційну партію Джаната.
Парламентські вибори 16 березня—20 березня 1977 року принесли нищівну поразку ІНК. До влади прийшла «Джаната». Був обраний депутатом і Фернандес, який перебував в ув'язненні. Політичні противники Ганді вийшли на свободу. Новий уряд очолив недавній в'язень Морарджі Десаї.
В уряді Десаї представник соціалістів Фернандес отримав посаду міністра інформації та мовлення, а потім міністра торгівлі і промисловості. Він проводив популістську політику, відстоюючи інтереси профспілок і національні пріоритети. Результатом міністерської діяльності Джорджа Фернандеса став, зокрема, вихід з Індії IBM і Coca Cola.
Соціалістичні погляди Фернандеса позначалися в протиріччях в уряді Бхаратія джаната парті з правими націоналістами, які домінували. Так, Фернандес різко виступав проти державних преференцій для націоналістичного руху Раштрія сваямсевак санґх і наполягав на виході членів уряду з цієї організації (до РСС тоді входив, зокрема, тодішній міністр іноземних справ і майбутній прем'єр-міністр Атал Біхарі Ваджпаї). Цей конфлікт сприяв розколу коаліції і поразці на виборах 1980 року.

## Опозиція та МПС
У 1980-ті роки Фернандес був опозиційним соціалістичним політиком і депутатом парламенту. У 1984 році він програв вибори у своєму окрузі. В кінці 1980-х приєднався до партії Джаната дал, активно брав участь у виступах проти ІНК. 1989 року він знову став депутатом, а потім очолив міністерство шляхів сполучення в уряді Вішваната Пратапа Сінгха. Під керівництвом Фернандеса МПС ініціювало найбільший в історії незалежної Індії проект Конканських залізниць.
У 1994 році Фернандес покинув Джаната дал і заснував соціалістичну Самата парті, яка перетворилася у важливого союзника правою БДП проти ІНК. З 1998 року він приєднався до антиконгресистської коаліції Національно-демократичний альянс.

## Глава військового відомства

### Жорсткий курс
У 1998—2004 роках Джордж Фернандес був (з невеликою перервою на початку 2000-х) міністром оборони у правоцентристських урядах Атала Біхарі Ваджпаї. На цій посаді Фернандес займав жорстку позицію, сприяючи інтенсивному переозброєнню та силовій експансії.
В 1998 році Індія офіційно отримала ядерну зброю. Фернандес заявляв, що нове озброєння необхідне Індії не лише з метою протистояння з Пакистаном, але й для захисту від КНР як «ворога номер один». (Згодом Фернандес відвідував Китай з офіційним візитом і висловлював співчуття про буквальне тлумачення свого висловлювання.) В період міністерства Фернандеса відзначалося різке зростання оборонних витрат бюджету.
За керівництва Фернандеса вибухнула також і Каргільска війна з Пакистаном 1999 року. Перемога в цілому залишилася за Індією, але міністерство оборони тоді було піддано критиці за малоефективність військових спецслужб. Фернандес відмовився визнати критику справедливою. Виникали конфлікти міністра і з командуванням ВМФ, переважно з кадрових питань.

### Скандали на посаді
Джордж Фернандес фігурував у декількох великих скандалах. Журналісти-розслідувачі, видаючи себе за представників вигаданої компанії, змоделювали підкуп декількох помітних представників оточення міністра. Фернандес був змушений на деякий час піти у відставку, але висунути проти нього особисто корупційні звинувачення не вдалося. Крім того, Фернандесу пред'являлися порушення процедури придбання ракетного комплексу в Ізраїлі. Однак протизаконність угоди не була доведена.
Два рази — на початку 2002 і в середині 2003 років — з Фернандесом скандальні інциденти траплялися в США: співробітники імміграційної служби в аеропорту піддавали міністра оборони Індії, який чимало зробив для зміцнення індо-американських військових зв'язків, перевірці на провезення заборонених предметів (не виключено, що причиною була пам'ять про його діяльність у 1975 році). Вибачення приносив заступник державного секретаря США Річард Армітедж, однак Фернандес заявив, що надалі не має наміру відвідувати США.

### Військово-дипломатичний баланс
В принципі політика соціаліста Фернандеса на посаді міністра оборони відповідала зовнішньополітичним установкам правих партій — більш жорстким і амбітним, ніж дипломатія ІНК. При цьому Фернандес намагався дотримуватися балансу у військово-дипломатичних відносинах зі США. У 2002 році він відвідав Вашингтон і Нью-Йорк, де обговорював з керівництвом Пентагону питання глобальної боротьби з тероризмом, домагаючись підтримки індійської сторони в складних відносинах з Пакистаном. Рік по тому Фернандес відвідав Москву й провів низку переговорів з російсько-індійського військово-технічного співробітництва. При цьому обговорювалися досить складні проблеми, зокрема, пов'язані з продажем Індії російського крейсера «Адмірал Горшков».
У 2004 році націонал-демократична коаліція поступилася владою ІНК. Джордж Фернандес знову опинився в опозиції. Виник конфлікт у керівництві «Самата парті» з питання про відносини з Джаната дав. У 2009 році Фернандес змушений був балотуватися в парламент як незалежний кандидат, але не домігся успіху. Однак тоді ж він на безальтернативній основі став членом верхньої палати індійського парламенту, що формується делегуванням від штатів.

## Покровитель іноземного сепаратизму
Джордж Фернандес відомий активною підтримкою сепаратистських рухів у сусідніх з Індією країнах. Тривалий час Фернандес сприяв тамільським руху Тигри звільнення Таміл Ілама в Шрі-Ланці (саме тамільські терористи здійснили у 1991 році вбивство Раджива Ганді, який підтримував ланкійський уряд). У 1998 році, бувши міністром оборони, Фернандес запобіг перехопленню партії зброї для ТОТІ. Уряд Шрі-Ланки розглядав Фернандеса як «головного індійського прихильника тамільських сепаратистів».
Джордж Фернандес публічно висловлював підтримку антикитайському руху в Тибеті. Він активно підтримував м'янманських повстанців, що ведуть партизанську війну проти центрального уряду. Виступи Фернандеса передавалися повстанськими радіостанціями. В період його міністерства повстанці отримали можливість використовувати для постачання індійську територію. Фернандес визнав захоплення повстанцями одного з індійських островів в Андаманському морі.
В такому курсі проглядалися ідейні симпатії Фернандеса, особливо у разі Бірми-М'янми. Крім того, відігравав роль фактор індійської підтримки реально або потенційно антикитайських рухів.

## Конфлікти членів сім'ї
Джордж Фернандес був одружений з Лейлою Кабір, донькою колишнього міністра. Має сина Шона (Сушанто) Фернандеса — фінансиста, який проживає в США. Розлучився з Кабір у 1984 році. Він близько зійшовся з співробітницею свого апарату Джаією Джайтлі, яка згодом очолила «Самата парті».
З січня 2010 року Джордж Фернандес проходить курс лікування від хвороби Альцгеймера і Паркінсона. Лейла Кабір і Шон Фернандес забрали його з лікарні, але брати Майкл і Річард Фернандес звернулися до суду з позовом про стаціонарне лікування і своєму праві відвідування. Суд Делі в липні 2010 року ухвалив рішення про право колишньої дружини на перебування Джорджа Фернандеса за її місцезнаходженням, але гарантував братам право відвідування.
У серпні 2012 року Верховний суд Індії дозволив Джаіє Джайтлі відвідування Фернандеса (проти чого заперечували Кабір і брати Фернандес, посилаючись на судимість Джайтлі).
Фактично між членами сім'ї розгорнулася боротьба за право називатися людьми, що перебувають поруч із Джорджем Фернандесом. Що саме по собі чимало говорить про нього, як особистість.

## Соціалістичне народництво
Джордж Фернандес уособлює суперечливу специфіку індійського соціалістичного руху. Близькі йому ідеї демократичного соціалізму формально завжди включалися до програми ІНК. Однак соціально-політичні реалії — бюрократичний диктат, жорстока експлуатація, масова бідність — штовхали переконаного соціаліста у радикальну опозицію. Опозиційний індійський соціалізм мав характер своєрідного народництва, що протистоїть державі в особі апарату ІНК (аж до партизанського або терористичного опору). Звідси парадоксальний на перший погляд альянс «безперервно повсталого»соціаліста Фернандеса з силами індуїстського націоналізму.
Джордж Фернандес — також відомий журналіст і політичний літератор. У 1950-х роках він редагував декілька видань, співпрацював на цій основі з Балом Такереєм. Він автор декількох праць з політичної публіцистики соціалістичного спрямування та автобіографії George Fernandes speaks — Говорить Джордж Фернандес, опублікованій у 1991 році. Він володіє десятьма мовами (народів Індії, а також англійською та латиною, які вивчив у семінарії).